# Міст Ноєнбург — Шалампе
47°48′52″ пн. ш. 7°32′48″ сх. д. / 47.814444444444° пн. ш. 7.5466666666667° сх. д.
Міст Ноєнбург — Шалампе (нім. Rheinbrücke Neuenburg–Chalampé) — залізнично-автомобільний міст, що перетинає Рейн на 198,78 річковому кілометрі.
Разом із мостом через Великий Ельзаський канал на заході сполучає німецький Ноєнбург-ам-Райн та французький Шалампе (Айхвальд). Кордон між Німеччиною та Францією проходить посередині мосту.

## Історія

### Залізничний міст 1878 року
13 травня 1874 року Велике герцогство Баден як власник державних залізниць Великого Герцогства Баден та Німецька імперія як власник Імперських залізниць у Райхсланді Ельзас-Лотарингія домовилися про будівництво мосту, насамперед зі стратегічних міркувань, разом із будівництвом залізниці Мюльгайм — Мюлуз довжиною 22,2 км.

Основні роботи виконували «Aktiengesellschaft für Eisenindustrie» та «Brückenbau», металоконструкції надійшли від Gutehoffnungshütte зі Штеркраде.
Міст спроектований як двоколійний, але спочатку був тільки одноколійним.
Міст у деталях був ідентичний мосту Брайзах — Неф-Бризак.
Будівництво мосту почалося в 1875 році, а відкрито для експлуатації 6 лютого 1878 року.

### Залізничний міст 1906 року
У 1905-06 рр. міст — знову від Gutehoffnungshütte — замінений новими, міцнішими конструкціями, а старі конструкції були перенесені на південь, де споруджено другу колію.

У 1914 році десять пар пасажирських поїздів курсували мостом у будні дні та 13 у святкові дні.

Під час Першої світової війни через міст здійснювався інтенсивний рух військових потягів на Західний фронт.
Відразу після закінчення війни північна колія була демонтована Францією.
У 1919 році міст, який тепер знову став одноколійним, став повністю власністю Франції згідно Версальського договору. У листопаді 1921 року розширена спільна прикордонна станція в Ноєнбурзі повністю запрацювала.

У 1939 році лише дві пари човникових поїздів курсували через міст між Ноєнбургом і Банценаймом у будні дні.
12 жовтня 1939 року французькі війська підірвали західні бики.
У липні 1940 року Вермахт розпочав відбудову південного мосту.
Зруйновані сегменти було піднято та відремонтовано разом із західною головною балкою північної колії, і все було перенесено на південь, щоб з червня 1941 року там знову була можлива одноколійна робота.
Частини мосту, що залишилися, здали на металобрухт.

9 лютого 1945 року відступаючі німецькі війська підірвали споруду. Всі масивні компоненти були знищені.

### Тимчасовий залізничний міст в 1946-62 рр.

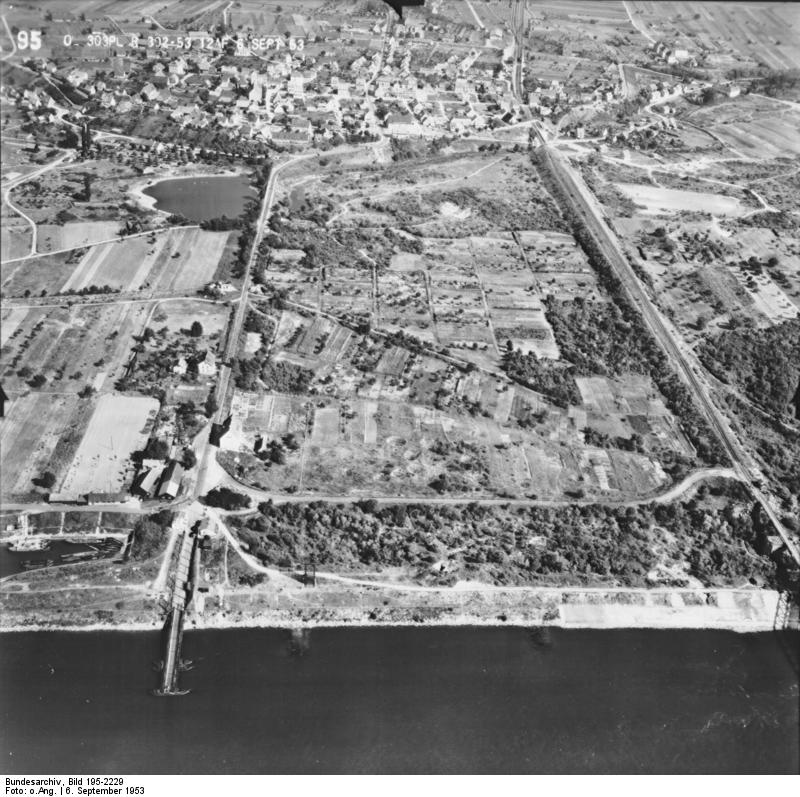
Аерофотознімок Ноєнбург-ам-Райн із заходу (політ союзників над Рейном «6 вересня 1953 року»): ліворуч дорога до Шалампе з частинами тимчасового понтонного мосту через Рейн; нижній лівий кут нині неіснуючої гавані Рейну; праворуч залізниця Мюльгайм — Мюлуз із тінню, яку відкидають залишки залізничного мосту, підірваного вермахтом під час відступу 9 лютого 1945 року (зображення датоване до завершення будівництва Великого Ельзаського каналу через Рейн)

Восени 1945 року військовий уряд Франції наказав перебудувати міст, щоб його можна було використовувати для постачання своїх підрозділів.
Надбудова центрального головного прогону була піднята з Рейну і могла використовуватися повторно.
Верхня конструкція ідентичного Брейзахерського мосту була встановлена як нова східна головна балка мосту.
На решті секції мосту встановлено тимчасові сталеві верхні конструкції системи «Рот-Вагнера» з двома прольотами по 42 м кожен.
3 червня 1946 року тимчасова одноколійна споруда знову стала доступною для поїздів, а в 1956 році була підготовлена до автомобільного трафіку за допомогою дощок.

### Залізничний міст 1962 року
У січні 1953 року між Німеччиною та Францією було укладено «Угоду про стаціонарні мости та пороми через Рейн на німецько-французькому кордоні», яка передбачала будівництво одноколійного залізничного мосту для Ноєнбург-ам-Райну.
Остаточна конструкція мосту була нарешті побудована в 1961-62 рр.
Для цього східну та середню ферми балок, обидві датовані 1878 роком, перемістили на 7,5 м убік вище за течією, після того, як проліт західного мосту попередньо отримав нову верхню конструкцію в остаточному положенні, щоб замінити конструкції військового мосту.
В результаті будівництва Великого Ельзаського каналу, наводневі мости з обох сторін були замінені дамбами.
27 травня 1962 року міст знову зданий в експлуатацію.
Щоденний пасажирський рух на дільниці Мюльгайм — Ноєнбург було припинено 31 травня 1980 року.
Проте маршрут щоденно використовується для вантажних перевезень.
Влітку 2006 року після двох років підготовки було відновлено курсування пасажирських поїздів у літні неділі для туристичних перевезень між Південним Баденом та Ельзасом.
У грудні 2012 року було відновлено щоденний трафік пасажирських поїздів через Рейн.
З серпня 2013 року на маршруті між Фрайбургом і Парижем також курсує пара TGV.